# Dapitan City
Dapitan City ist eine Stadt in der Provinz Zamboanga del Norte in den Philippinen. 
Sie wird auch die „Shrine City der Philippinen“ genannt, wegen der Gedenkstätte, die an das Exil von Jose Rizal, dem philippinischen Volkshelden, erinnert.

## Namensherkunft
Es gibt zwei Versionen, wie Dapitan zu seinem Namen kam. Nach der ersten nannte man den Ort früher „Daquepitan“. Die Bezeichnung änderte sich später zuerst in „Dacpitan“, um schließlich zu „Dapitan“ vereinfacht zu werden.
Die zweite Version geht von dem Wort Dapit aus, das in dem in dieser Gegend gebräuchlichen Dialekt Cebuano so viel heißt wie einladen. Danach soll einmal eine Gruppe von Boholanos aus der zur Provinz Bohol gehörenden Insel Panglao von Datu Pagbuaya, dem anerkannten Gründer der Stadt, eingeladen worden sein, ihm nach Dakung Yuta zu folgen. Dakung Yuta war der ursprüngliche Name von Mindanao. Die Ansiedlung, die sie nach ihrer Ankunft errichteten, nannten sie Dapitan. Dies ist im Übrigen die traditionelle Version über die Namensherkunft der Stadt.

## Baranggays
Dapitan City ist politisch unterteilt in 50 Baranggays
| - Aliguay - Antipolo - Aseniero - Ba-ao - Bagting (Pob.) - Banbanan - Banonong (Pob.) - Barcelona - Baylimango - Burgos - Canlucani - Carang - Cawa-cawa (Pob.) - Dampalan - Daro - Dawo (Pob.) - Diwa-an | - Guimputlan - Hilltop - Ilaya - Kauswagan (Talisay) - Larayan - Linabo (Pob.) - Liyang - Maria Cristina - Maria Uray - Masidlakon - Matagobtob Pob. (Talisay) - Napo - Opao - Oro - Owaon - Oyan - Polo | - Potol (Pob.) - Potungan - San Francisco - San Nicolas - San Pedro - San Vicente - Santa Cruz (Pob.) - Santo Niño - Sicayab Bocana - Sigayan - Silinog - Sinonoc - Sulangon - Tag-olo - Taguilon - Tamion |

## Geschichte
Der erste Siedler waren die Subanons, ein Nomadenvolk indonesischer Abstammung, das sich entlang der Flussbänke ("suba" = Fluss) niederließ. Die Angst vor Piraten, die in den natürlichen Häfen, die die buchtenreiche Küste um Dapitan bietet, bei schlechtem Wetter Zuflucht suchten, trieb die Subanons allerdings tiefer ins Hinterland hinein. 
In frühen Karten von Mindanao ist die Stadt unter verschiedenen Namen eingetragen: Als "Dapito" in der Kaerius Karte von 1598, als "Dapite" in Dudleys's Karte von 1646 und als "Dapyto" in einer spanischen Karte von 1652. Als Dapitan erschien der Ort dann 1729 in Moll's Karte von Ostindien und in Murillo Velarde's Karte von 1734.
Mit der Ankunft der Spanier kamen jesuitische Missionare, die auf der Halbinsel mehrere Missionsstationen einrichteten, so in Dapitan wie auch in Iligan City und in Butuan City. Außerhalb dieser strategischen "Brückenköpfe" blieb das Hinterland vom Christentum jedoch lange Zeit unberührt. Um 1629 wurde in Dapitan eine reguläre Mission gegründet, die von dem Jesuitenpater Petro Gutierrez geführt wurde.
Am 17. Juli 1892 wurde Jose Rizal, nach dem Verbot der La Liga Filipina, nach Dapitan deportiert. Rizal wurde vorgeworfen, in die Aktivitäten der aufkommenden Rebellion gegen die spanischen Kolonialmacht verwickelt zu sein. In der Zeit seines Exils baute er eine Schule, ein Krankenhaus und ein Wasserversorgungssystem und engagierte sich in der Landwirtschaft und im Gartenbau. Sein Aufenthalt dauerte bis zum 31. Juli 1896.
Nach Ende der spanischen Vorherrschaft ab 1898 war der Ort abhängig von der Provinz Misamis. Während der amerikanischen Besatzung wurde Dapitan zu einem Bestandteil der Provinz Zamboanga und blieb es, bis diese 1952 in die beiden neuen Provinzen Zamboanga del Norte und Zamboanga del Sur geteilt wurde.
Am 22. Juni 1963 wurde Dapitan durch den Republic Act No. 3811 vom damaligen Präsident Diosdado Macapagal in den Status einer beurkundeten Stadt erhoben. Sie war zu diesem Zeitpunkt die einzige Stadt in der Provinz Zamboanga del Norte.
Am 23. April 2000 wurde das Jose Rizal Memorial Protected Landscape eingerichtet.

## Sehenswürdigkeiten
- Der Rizal Shrine, der im Jose Rizal Memorial Protected Landscape liegt, das bedeutendste Wahrzeichen der Stadt.
- Das Rizal Museum.
- Die Casa Cuadrada, Rizals Haus, das mit natürlichen Materialien rekonstruiert wurde.
- Ilihan Hill mit den Resten des Fort de Dapitan und einem Panoramablick auf die Bucht von Dapitan
- Aliguay
- Selinog Island

## Bildungseinrichtungen
Die Jose Rizal Memorial State University hat in Dapitan City ihren Hauptsitz.